# Еріка деревоподібна
Еріка деревоподібна (Érica arbórea) — вид рослин з роду еріка родини вересові, що сягають висоти до 6 метрів.

## Опис
Це кущ або дерево, 0.3–4 м у висоту, окремі рослини можуть досягати 7,5 м. Рослина сильно розгалужена, з висхідними червоно-бурими гілками. Листки у кільцях по 3–4, голкоподібні, 2–6,5 × 0,5–1 мм, краї дрібно зубчасті, голі. Численні дрібні квітки білі густо зібрані до кінця коротких бічних гілок. Чашечка 1,1–1,9 мм завдовжки, 4-листочкова. Віночок білий або рожевий, дзвоноподібний, 1,5–4 мм завдовжки. Плід — гола коробочка.
Рослина потребує кислих ґрунтів. Дерево, відоме як корінь шипшини або французький брауере, є надзвичайно жорсткою і жаростійкою деревиною, з якої виготовляють бріар.

## Поширення
Вид зустрічається в основному як сухий вічнозелений чагарник у басейні Середземного моря і на захід до Португалії, Канарських островів до архіпелагу Мадейри; також росте й східній Африці й у Західній Азії; натуралізований у Новій Зеландії, Австралії, Великій Британії.
Панує в зоні над лісом на багатьох горах і, ймовірно, пірофіт. Також зростає у відкритому лісі, бамбуковому лісі, на пасовищах та на верхових болотах, часто у скелястих місцях.

## Використання
З корнекапу еріки добувають бріар, який слугує для виготовлення якісних люльок.